# Gnopharmia degeneraria
Gnopharmia degeneraria är en fjärilsart som beskrevs av Otto Staudinger 1892. Gnopharmia degeneraria ingår i släktet Gnopharmia och familjen mätare. Inga underarter finns listade i Catalogue of Life.